# Ольшани (колишнє село)
Ольша́ни — нині неіснуюче село в Україні, що розміщувалось на території сучасного Луцького району Волинської області, між селами Буків та Сирники, на березі річки Серна.

## Хронологія
- бл. 1542 — Ольшани у переліку володінь Беати Костелецької княгині Острозької.
- 1549 — Ольшани згадуються в скарзі князів Любецьких на дружину князя Сангушка, де її піддані козаки зайшли на їхні володіння перейшовши річку Тростянку.[1]
- 1568 — Дружина Семена Митьковича Бабинського Марія Микитівна з Чапличів записує Ольшани своєму сину Андрію Семеновичу Бабинському. У володінні бояр Бабинських.
- 1569 — у складі Волинського воєводства Королівства Польського Речі Посполитої. (до того, Велике Князівство Литовське)
- 1574 — розмежування ґрунтів між селами Буків, Сирники та Ольшани.
- 1577 — частиною села Ольшани володіє Василь Андрійович Бабинський.
- 1603 — Ольшанами володіють Іван Андрійович Бабинський та Лев Андрійович Бабинський.
- 1610 — частина села Ольшани належить Марині Борзобогатій-Красинській, дружині Лева Бабинського.
- 1619 — Марина Бабинська з Борзобогатих-Красинських записує своєму брату Олександру Борзобогатому-Красинському посесію на частину Ольшан.[2]
- 1629 — В Ольшанах 15 димів якими володіє Марина Львова Бабинська (Борзобогата-Красинська).[3]
- 1650 — Ольшанами володіють Юрій Гораїн та його дружина Катерина Іванівна Бабинська.
- 1652 — в Ольшанах налічується 6 димів, що належатть Юрію Гораїну.[4]
- 1653 — В Ольшанах 4 дими, що належать Юрію Гораїну.[5]
- 1743 — Франц та Лукаш Бабинські записують Ольшани Марії Францівні Бабинській.
- 1758 — Ян Казимир Стецький купує Ольшани у В. Малевського за 33 000 злотих.[6]
- 1795 — Ольшани у складі Луцького повіту, Волинської губернії Російської імперії.
- 1917—1920 — у складі Української Народної Республіки
- 1921—1939 — у складі гміни Княгининок, Луцького повіту, Волинського воєводства, Польської Республіки. Поряд існувала колонія Ольшани.
- 1939—1941 — у складі Луцького району Волинської області УРСР.
- 1941—1944 — у складі Райхкомісаріату Україна.
- 1947—1950 — Село Ольшани припиняє своє існування. Мешканці розселені по сусіднім селам радянською владою. Село визнане «неперспективним», зокрема через непокору колгоспній системі.[7]